# Diego Banti
Diego Banti (Pescia, 19 ottobre 1983) è un ex cestista italiano.

## Carriera
Vanta 7 presenze in Serie A ed oltre 135 in Legadue. Nella stagione 2011-12 milita nella Scaligera Verona. Dal 2014 gioca nel Latina Basket.